# Shen (medicina tradizionale cinese)
(Huangdi Neijing Suwen, cap. 15)

Ideogramma cinese dello Shen, che significa propriamente «spirito del cielo»

Il termine shén (神) identifica un concetto estremamente ampio che spazia dalla religione alla medicina tradizionale cinese. Pur venendo tradotto generalmente come divinità o spirito, soprattutto in ambito medico le sfaccettature di questo concetto sono molteplici.
Il carattere di shén è composto da una parte fonetica shēn (甲, spiegare) e dal radicale shì (示, mostrare, indicare), in cui le due linee orizzontali rappresentano il cielo e le tre verticali ciò che ne discende. Ne deriva quindi che una interpretazione più precisa del termine indichi la concettualizzazione di un'emanazione divina.
Lo shén è lo spirito divino che scende sull'uomo e nell'uomo, fino a farne parte. Non a caso, la sua dimora d'elezione è il cuore (心, xīn), identificato nella medicina cinese con l'Imperatore, il collegamento principale tra Terra, Cielo e supremo comandante di tutte le funzioni fisiche ed intellettive del corpo. Dal cuore le sue emanazioni governano gli altri quattro organi zang: polmoni, fegato, milza e reni.

## Le cinque emanazioni
Ciò che si associa alle essenze nel loro entrare e uscire denota i po.

Ciò che prende in carico gli esseri viventi è chiamato cuore.

Il cuore si applica, ecco il proposito.

Il proposito diventa permanente, ecco il volere.

Il volere, che si mantiene, cambia, ecco il pensiero.

Il pensiero si dispiega in lontananza e potentemente, ecco la riflessione.
La riflessione dispone di tutti gli esseri, ecco il saper fare.»
(La risposta di Qi Bo, Huangdi Neijing Lingshu, cap. 8)
Come si è detto, pur risiedendo gli shén nel cuore, le loro emanazioni (běn shén 本神) governano gli altri quattro organi zang del corpo. Tradizionalmente, ad ogni organo corrisponde una specifica emanazione dello shén con caratteristiche particolari dal punto di vista psicologico:
| Organo zang | Emanazione (běn shén) | Traduzione       | Emozione (wu zhi) |
| ----------- | --------------------- | ---------------- | ----------------- |
| Cuore       | shén                  | Spirito          | Gioia             |
| Reni        | zhì                   | Capacità         | Paura             |
| Fegato      | hún                   | Anima            | Collera           |
| Milza       | yì                    | Proposito        | Riflessione       |
| Polmoni     | po                    | Memoria corporea | Tristezza         |

In quanto risiedenti nell'organo associato, ogni alterazione dello shén potrà comportare un'alterazione delle funzionalità dell'organo stesso e viceversa. A titolo di esempio, essendo la collera associata al fegato, è probabile che una collera eccessiva porti al cosiddetto "mal di fegato", così come un disturbo legato al fegato stesso renda la persona più irascibile del solito.

### Spirito,Shén
Costituisce la radice di tutta la forza spirituale dell'uomo. Risiede nel cuore e si dirama a tutti gli altri organi. L'emozione associata è la gioia, l'allegria.

### Volontà,Zhì
L'emanazione zhì (志) rappresenta la capacità di concretizzare il pensiero yì (意) con l'abilità, la fantasia e l'intelligenza di cui si è dotati. Risiede nel Rene.

### Intenzione,Yì
L'emanazione yì (意) viene associata al pensiero e al proposito, come la capacità di finalizzare la capacità zhì (智) per poter raggiungere gli obbiettivi prefissi. Risiede nella Milza.

### Anima,Hún
Lo hún (魂), nella tradizione cinese, richiama quello dello spirito che, diversamente dalla natura puramente divina dello shén, è più legato alla persona e ne rappresenta l'aspetto spirituale umano più elevato, ponendosi in strettissima relazione con lo shén del cuore. In comune con la sua controparte pò ha il radicale gǔi (鬼: démone, fantasma), raffigurante una testa voluminosa che sormonta una forma vaporosa e indistinta e trascina una specie di uncino, che usa per catturare le anime dei vivi. Tradizionalmente in numero di tre, vengono associati alla fantasia e al sogno e si ritiene che rappresentino quella parte dello spirito che, alla morte dell'individuo, ritorni alla sua origine celeste. In particolare, secondo il Lingshu, durante il sonno è l'attività degli hún e dello shén a consentirci di sognare. In una visione dualistica che li associa ai pò, si ritiene che alla morte costituiscano quella parte dello spirito che tornerà alla sua origine celeste.. La natura dinamica ed esuberante di questa emanazione rende il fegato la sua sede elettiva.

### Memoria corporea,Pò
L'altra metà dello spirito umano, secondo la tradizione cinese, sono i pò (魄). Dove gli hún erano spiriti legati alla dinamicità della fantasia e del sogno, i pò rappresentano invece la "memoria genetica" del corpo. Al contrario degli hún, i pò sono tradizionalmente sette e sono associati al mondo materiale e si ritiene che rappresentino quella parte dello spirito che, alla morte dell'individuo, si ricongiunge alla terra. Il radicale bái (白) che ne costituisce la prima parte significa "bianco", in relazione al biancore del metallo o delle ossa. In virtù di questa associazione al mondo materiale, sono ritenuti una sorta di base dati in cui si immagazzinano tutte quelle esperienze ripetitive che, ormai ampiamente elaborate dalle altre emanazioni, devono solo essere concretizzate. A titolo di esempio, se prendiamo un'attività come il suonare il pianoforte, un allievo impiegherà shén, zhì e yì per apprendere la tecnica, ma una volta imparato sarà in grado di suonare automaticamente, tramite appunto i pò.

## Disarmonie neglishén
(Huangdi Neijing Lingshu, cap. 71)
Come già accennato, un problema allo shén o al suo organo di residenza può portare a disturbi di vario tipo e gravità.
| Organo zang | Emanazione (běn shén) | Patologia lieve | Patologia grave                |
| ----------- | --------------------- | --------------- | ------------------------------ |
| Cuore       | shén                  | Gioia eccessiva | Delirio                        |
| Reni        | zhì                   | Ansia           | Demenza                        |
| Fegato      | hún                   | Irritabilità    | Allucinazioni, aggressività    |
| Milza       | yì                    | Ossessione      | Manie, patologie della volontà |
| Polmoni     | po                    | Depressione     | Autolesionismo, allucinazioni  |

Da notare come, nella medicina cinese, il termine nù (怒) che indica la collera vada inteso sia per la collera "esplosiva", cioè lo scatto d'ira, sia per quella repressa, ancora più dannosa, come evidenzia il cuore (xīn 心) oppresso di una donna in ginocchio (nǔ 女) incatenata come una schiava (yòu 又).